# Leptodictyum mizushimae
Leptodictyum mizushimae là một loài Rêu trong họ Amblystegiaceae. Loài này được (Sakurai) Kanda mô tả khoa học đầu tiên năm 1975.